# Hooge Crater Museum

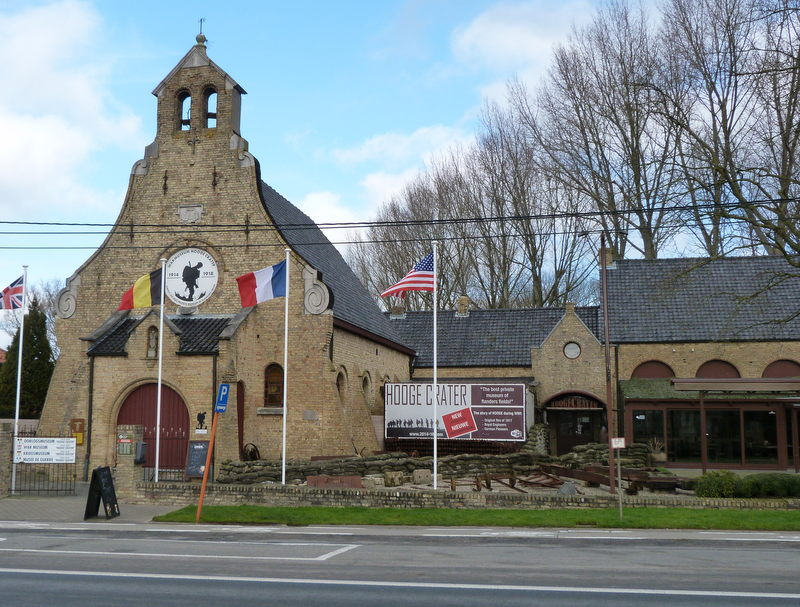
Hooge Crater Museum Zillebeke

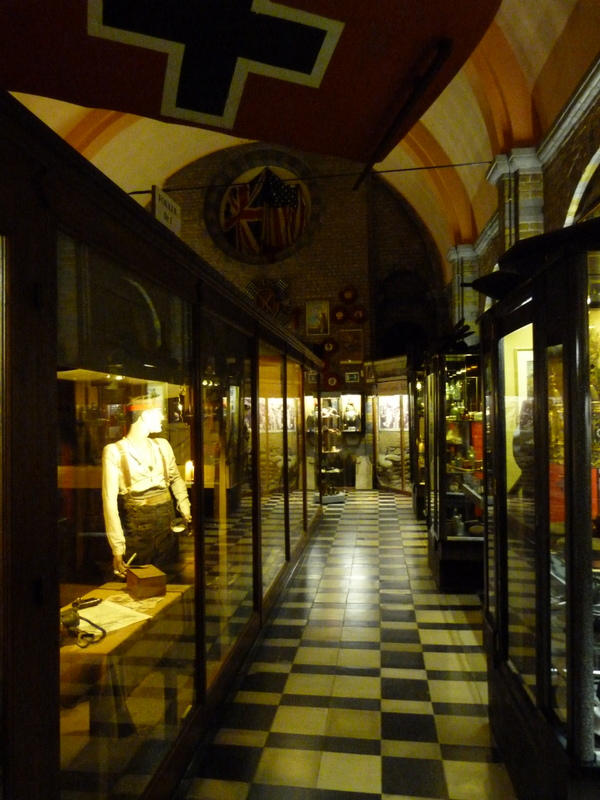
Hooge Crater Museum

Het Hooge Crater Museum is een privaat museum over de Eerste Wereldoorlog in het Belgische dorp Zillebeke, deelgemeente van Ieper. Ten oosten ligt het kasteel Hooge, nog iets oostelijker ligt het pretpark Bellewaerde Park. Ten zuiden, over de N8, ligt de Britse militaire begraafplaats Hooge Crater Cemetery.

## Kasteeldomein

### Voor de Eerste Wereldoorlog
Vóór de Eerste Wereldoorlog telde Zillebeke vijf kastelen. Een daarvan was kasteel t'Hooge.
De leenheerlijkheid Beaurewart wordt voor het eerst vermeld in officiële stukken in 1320. Er werd onder andere een vijver aangelegd, die diende voor de water- en visvoorziening van de stad Ieper.
Het kasteel zelf werd einde van de 15de eeuw gebouwd als jachtpaviljoen door de prins de Rubempré.
In de periode 1756-1759 werd onder het Oostenrijks bestuur tussen de steden Ieper en Menen een bijna rechte steenweg aangelegd. Na de aanleg van die steenweg liet de burggraaf Charles-Antoine Carton de Winnezeel de constructie ombouwen tot classicistisch kasteel met aanleunende kapel.
Rond 1800 werd de geometrische tuin heraangelegd naar de in zwang zijnde Engelse landschapstuin. Het glooiende landschap met donkere bossen, weiden, velden, hagen en vijvers dienden daar uitstekend voor. Er kwamen een Chinese tempel, diverse paviljoenen, een obelisk, piramide, grot, literaire inscripties, hoeves, fontein met leeuwenhoofd, diverse vijvers met eilandjes, een boomgaard en een labyrint. Het domein had alles samen een oppervlakte van 36 ha.
Op het domein stond ook een kunstenaarshuis, bekend als "Maison des Artistes”. Hier bood de kunstminnende burggraaf jonge beloftevolle kunstenaars de kans om zich te ontplooien. Onder andere Séraphin Vermote heeft zich hier ontwikkeld tot een voortreffelijk schilder. (Charles Carton de Winnezeel stichtte verder nog de Academie voor Schone Kunsten in Ieper).
Het kreeg verschillende eigenaren. In 1849 erfde Louise Huyghe de Peutevin het domein. Ze huwde later met baron Jules de Vinck. In 1888 kwam hun zoon baron Gaston de Vinck er wonen. In 1896 liet baron Gaston de Vinck diverse bijgebouwen neerzetten aan de noordzijde met werkplaatsen, een oranjerie en een serre.
Doorheen gans de uitbouw van het kasteel, ontstond ook het gehucht Hooge: doordat er op het kasteel heel wat personeel werkte, ontstonden er in de omgeving van de toegangspoort nabij de Bellewaerdestraat, diverse woningen, een bakkerij, schooltje, smidse, wagenmakerij en 2 herbergen.

### Tijdens de Eerste Wereldoorlog

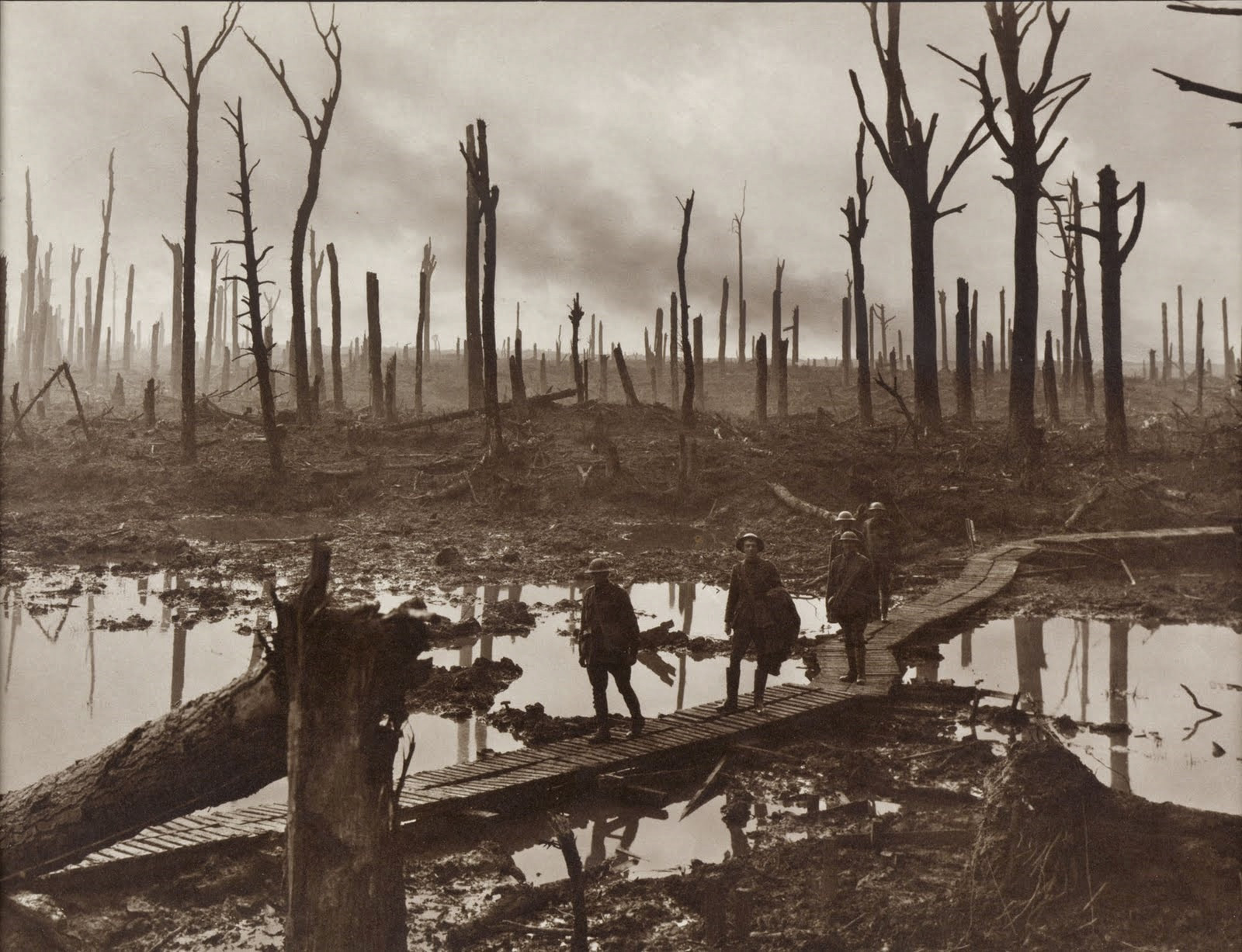
Chateauwood

Rond Ieper ontstond tijdens de Eerste Wereldoorlog de Ieperboog, beter bekend onder de naam Ypres Salient. De stad Ieper, in handen van de geallieerden, werd langs drie kanten belaagd door de Duitsers. De heuveltjes rond de stad boden de Duitse troepen een goed zicht op de stad, er werd dan ook hard gevochten om die posities.
Het nabijgelegen kasteel werd door de Britten "Hooge Chateau" genoemd. Op 31 oktober 1914 werd het kasteel - waar de leiding van de Britse 1st en 2nd Division de penibele situatie tijdens de aan de gang zijnde slag van Geluveld aan het bespreken waren - beschoten door de Duitse artillerie. Eén officier kwam ongedeerd uit de ruïne, de anderen hadden minder geluk: 5 officieren stierven ter plaatse, 2 anderen overleden later aan hun verwondingen (onder wie bevelhebber van de Britse 1ste Divisie Generaal Lomax, die nog naar Engeland werd overgebracht, waar hij op 10 april 1915 overleed). Generaal Monro overleefde echter de aanval. Na de beschieting werd het "White Chateau" in Voormezele, dichter bij Ieper, definitief gebruikt als geallieerd hoofdkwartier.
Op 4 februari 1915 stookten Franse soldaten vuren om zich te warmen tegen de vrieskou. Het vuur sloeg over op de gebouwen en het kasteel, dat samen met de waardevolle inboedel in vlammen opging.
Vanaf 1915 ging het kasteel en zijn omgeving meermaals over naar de andere partij. Eind mei konden de kasteelruïnes verdedigd worden, begin juni werden ze door de Duitsers bezet.
Op 19 juli 1915 lieten gespecialiseerde tunnelgraves van onder andere de 175th Tunnelling Company mijngangen ontploffen waardoor een grote mijnkrater ontstond. De Britten raakten na de aanval echter niet veel verder dan de ontstane krater, die voor beide partijen een gegeerde schuilplaats was. De Duitsers zetten bij een tegenaanval een nieuw wapen in, de vlammenwerper, en veroverden op 30 juli het kasteel. Tijdens de Britse tegenaanval in de namiddag werd Lt Gilbert Talbot gedood, waarnaar het Talbot House in Poperinge genoemd werd.
Op 9 augustus kon de Britse Zesde Divisie de krater en het kasteel weer heroveren. Op 6 juni 1916 kwam het kasteel weer in Duitse handen, maar op 31 juli 1917 werd het heroverd door de 8th Division. In april 1918 heroverden de Duitsers opnieuw het kasteel maar op 28 september 1918 heroverde de 9th Scottish en 29th Division het kasteel dat nu tot het einde Eerste Wereldoorlog in hun handen bleef. Het kasteel was totaal verwoest.
Soldaat-dichter Edmund Blunden pende over deze plek een gedicht, dat gaat over een onverwachte aanval bij het aanbreken van de dag: 'Trench raid near Hooge'.
Als Blunden zijn eigen ervaringen beschrijft, wat waarschijnlijk is, heeft hij het wel over 1917, niet 1915.

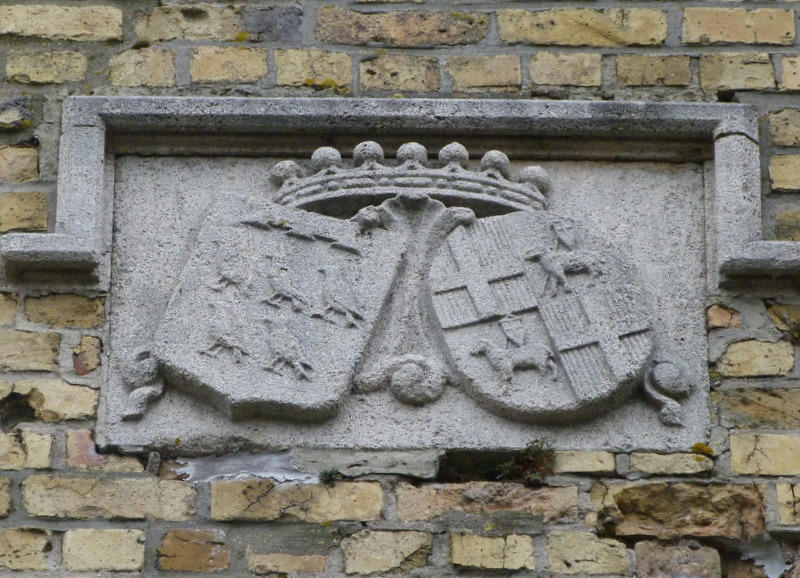
Familieschild familie de Vinck - boven inkom kapel

## Kapel
Gaston de Vinck was begin 1919 al terug in Zillebeke. De streek was dusdanig onherkenbaar dat de baron de restanten van het dorp Geluveld (4 km verderop) zag als zijnde de plaats waar zijn kasteel stond. Hij startte onverwijld met de heropbouw, en overtuigde ook veel Zillebekenaren om terug te komen, en voorzag ook voor hen tijdelijke verblijfsplaatsen.
Er werd eerst een voorlopig kasteel in cottagestijl gebouwd op de plaats van de vooroorlogse stallingen, met de bedoeling later het eerdere kasteel in alle glorie te doen herrijzen. Maar de aard van het terrein liet dit niet meer toe.
In 1927 liet hij een kapel bouwen op de hoek van de Menenstraat met de Bellewaerdestraat. Het is een bakstenen gebouw van 18 op 8 meter, met zware steunberen versterkt, waartussen cirkelvormige vensters steken. Er is een sierlijke puntgevel met overdekte toegangspoort. Bovenaan werd het familieschild van de familie de Vinck, bestaande uit vijf vinken.

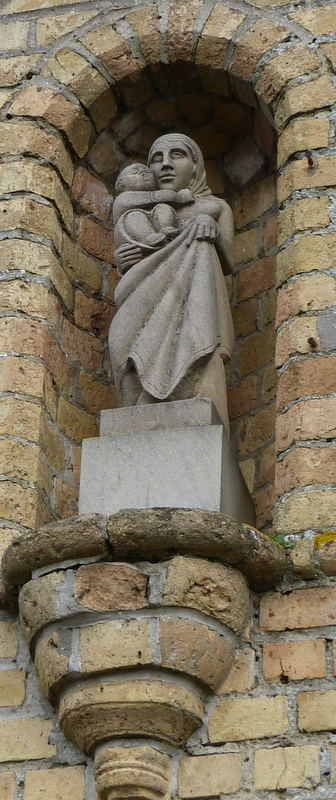
"Madonna en kind", John Bunting

In de nis eronder staat een beeldje “Madonna en kind”, gemaakt door de Britse beeldhouwer John Bunting, ter herinnering aan soldaat Joseph Patrick Bunting. Binnen stond er oorspronkelijk een altaar, bestaande uit een stuk boomstam met molensteen, een schilderij van barones de Vinck (de geboorte van Christus voorstellend), en enkele gedenkplaten ter nagedachtenis van gesneuvelden uit de Eerste Wereldoorlog. Het wapenschild van de familie is in de gevel van de kapel aangebracht.

De kapel werd gebouwd tegenover de Hooge Crater Cemetery ter nagedachtenis van de vele gesneuvelde soldaten tijdens de Eerste Wereldoorlog op de slagvelden van het Hooge. Een gebrandschilderd raam stelt de brandende belforttoren van Ieper op 22 november 1914 voor. 

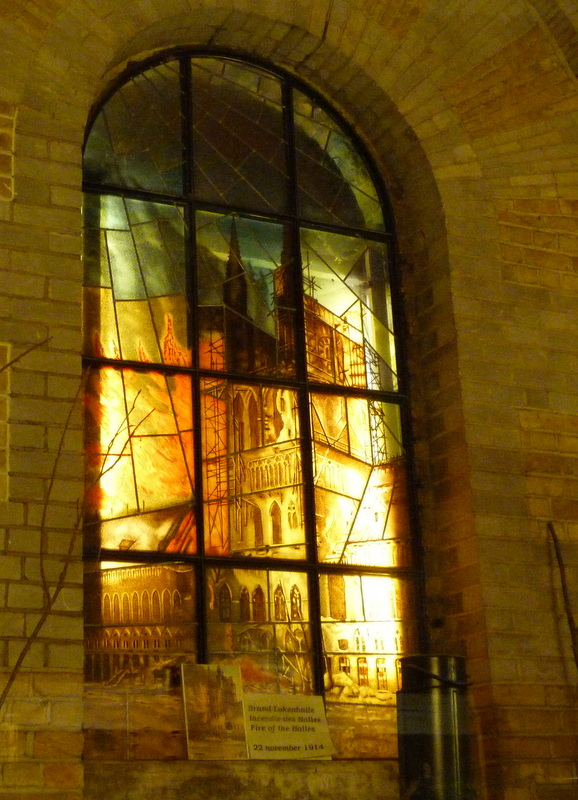
Glasraam Lakenhallen Ieper in brand

Er werd ook aanpalend een schooltje gebouwd. Beiden waren eigendom van de familie De Vinck.
In 1966 kwamen de kapel en de school in de handen van de H. Familie van Ieper. Het kasteelpark kwam bijna volledig in handen van het pretpark ‘Bellewaerde’, buiten een hotel-restaurant dat vlak bij de mijnkrijters van 1916 gebouwd werd.

## Museum
In de jaren 1992-1993 werd de kapel en de bijliggende wijkschool gekocht door de familie De Smul - Ceuninck, en werden van verder verval gered door een renovatie. De gerenoveerde kapel huisvest nu het museum, terwijl de vroegere wijkschool nu dienstdoet als themacafé. Het museum 'Hooge Crater' opende voor het eerst zijn deuren op Pasen 1994.
Veel van het materiaal dateert van 1919, net na de oorlog in handen van de familie De Smul, en werd overgedragen van grootvader op kleinzoon. De privé-collecties van twee andere verzamelaars vervolledigen de verzameling.
De elkaar aanvullende collecties omvatten enerzijds het wapentuig uit de oorlog 1914-1918 en anderzijds de uniformen en uitrustingen van alle legers die gedurende vier jaar aan het front vochten. Met behulp van levensgrote taferelen probeert men het leven tijdens de Eerste Wereldoorlog zo getrouw mogelijk weer te geven.
Plaquettes geven uitleg in 4 talen. Ze beschrijven de verschillende veldslagen bij Ieper, met tevens de impact daarvoor voor de omgeving van het Hooge.
Twee blikvangers zijn de originele Ford Model T ambulance van 1916 en een replica van een Fokker Dr.I, een driedekker uit het begin van de oorlog.
Er is tevens een tentoonstelling met divers materiaal opgegraven door The Diggers in de Yorshire Trench in Boezinge, een van de gevonden loopgraven is te zien in het museum.
In 2012 kwam er nog een filmzaal bij.

## Herdenking 100 jaar WO I

### Instappunt oost
Ter gelegenheid van de 100ste verjaardag van de Eerste Wereldoorlog, zijn er drie instappunten gecreëerd (Noord, Oost en Zuid). Instappunt oost is vlak bij het Hooge Crater Museum. Op een interactief scherm is een film te zien over het lokale oorlogsgebeuren. Ernaast staan infopanelen die een beeld schetsen van de verdwenen kasteeldomeinen in de oostelijke Ieperboog.
Het instappunt is tevens het startpunt van 3 wandelingen die langs diverse relicten, slagvelden en monumenten leiden, en zo de littekens in het huidige landschap laten zien, een eeuw na de strijd. Eén traject verkent het kasteeldomein 't Hooge, een ander het oorlogslandschap Bellewaerde Ridge en een derde leidt naar 2 grotere oorlogskerkhoven in de buurt: het Franse kerkhof Saint-Charles de Potyze en het Britse Aeroplane Cemetery.
De laatste 2 wandelingen verkennen beiden het kraterbos, waar tussen oktober 1915 en eind juli 1917, 33 dieptemijnen ontploften.
Een brochure met kaarten en toelichting is gratis te verkrijgen in het museum. De 35 km lange fietsroute Ieperboog - Ypres Salient verbindt de drie instappunten.

### Herdenkingsbomen
Er werden eveneens 133 herdenkingsbomen aangeplant, die de meest langdurige frontlijnen tussen de Tweede (1915) en Derde slag bij Ieper (1917) markeren (telkens die een openbare weg of pad kruisen). De bomen zijn hoogstammige resistente iepen (of olmen, Ulmus), een boomsoort die een eeuw geleden talrijk voorkwam in de regio, maar door een schimmelziekte praktisch volledig is verdwenen. Ze worden omgeven door metalen boomkorven, met een blauwe of rode bovenrand. De blauwe bovenrand markeert de geallieerde frontlijn, de rode kleur verwijst naar de Duitse stellingen. Zo krijgt het "niemandsland", dat dikwijls niet meer dan 25 meter breed was, vorm en inhoud. De meeste korven hebben een infobord met luchtfoto en situering van de frontlijnen.
De Ypres Salient 1914-1918 applicatie helpt je de bomen te ontdekken en geeft je aan de hand van luchtfoto's van vroeger en nu, de locatie en de dichtheid van het loopgravennetwerk. Je krijgt bijkomende uitleg bij sites en monumenten, en de applicatie heeft eveneens suggesties van wandelroutes vanuit de instappunten.